# شوقي العيسة
شوقي عبد المجيد أحمد العيسة (وُلد في 4 نوفمبر 1962 في بيت لحم) محامي فلسطيني ووزير سابق، شغل حقيبتي وزارة الشؤون الاجتماعية ووزارة الزراعة في حكومة رامي الحمد الله الثالثة. استمر في منصبه وزيرًا للزراعة حتى التعديل الوزاري الأول للحكومة في يوليو 2015، بينما احتفظ بمنصبه وزيرًا للشؤون الاجتماعية حتى استقالته في أكتوبر 2015.